# Hấp

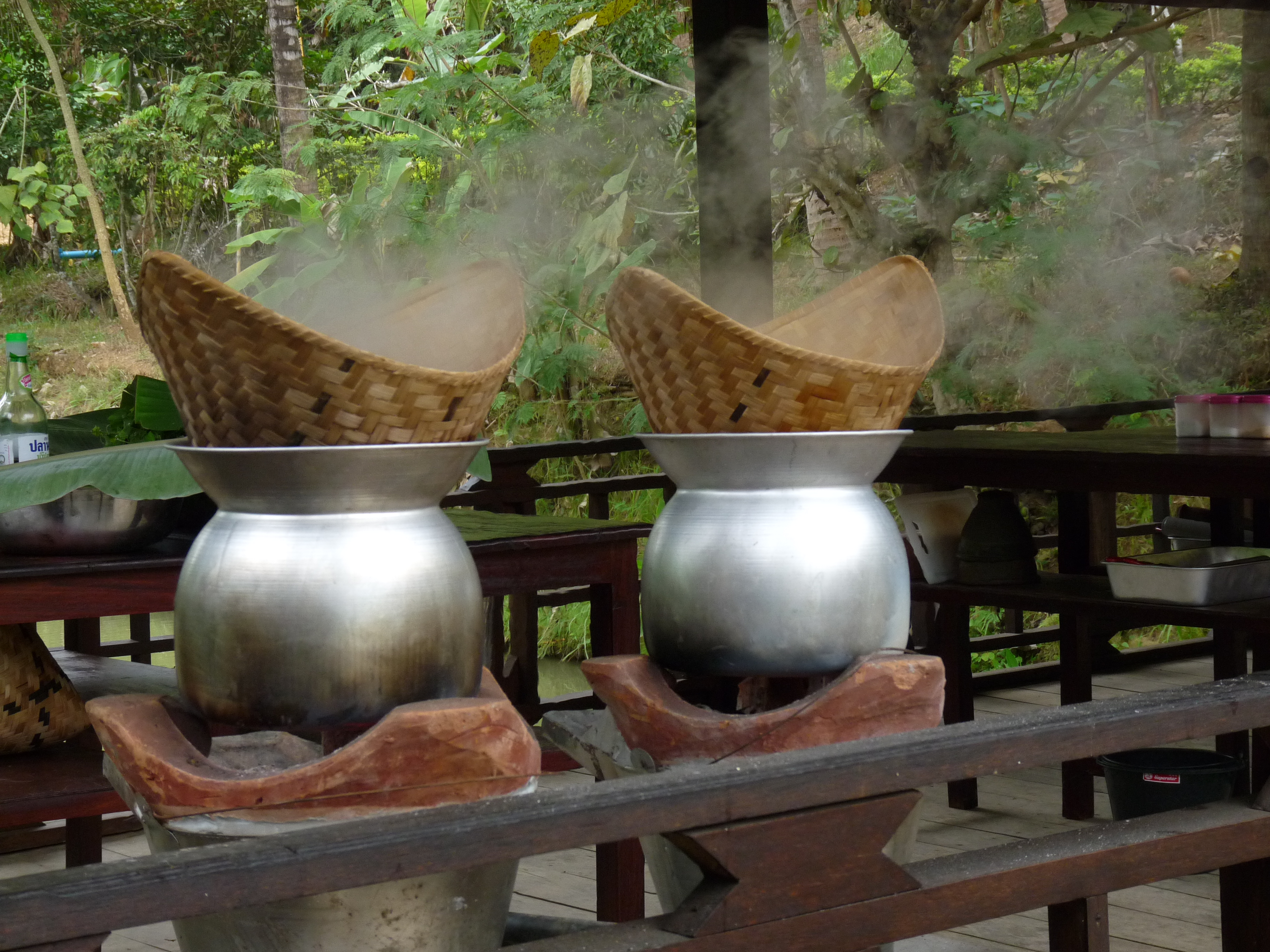
Vật dụng hấp cơm truyền thống ở Lào

Hấp là một phương pháp nấu ăn bằng hơi nước. Điều này thường được thực hiện với tủ hấp thực phẩm, một thiết bị nhà bếp được chế tạo đặc biệt để làm chín thực phẩm bằng hơi nước, nhưng thực phẩm cũng có thể được hấp trong chảo. Ở phía tây nam Hoa Kỳ, người ta đã tìm thấy các hố hơi dùng để nấu ăn có niên đại khoảng 5.000 năm. Hấp được coi là một kỹ thuật nấu ăn lành mạnh có thể được sử dụng cho nhiều loại thực phẩm.
Vì hấp có thể đạt được bằng cách làm nóng ít nước hoặc chất lỏng hơn, và do đặc tính truyền nhiệt động lực học của hơi nước, hấp có thể nhanh hơn nấu trong nước sôi, cũng như tiết kiệm năng lượng.